# Radu Gyr
Pour les articles homonymes, voir Gyr.
Radu Demetrescu, dit Radu Gyr, est un poète,  journaliste militant  et dramaturge roumain, né à Câmpulung Muscel le 2 mars 1905 et mort à Bucarest le 29 avril 1975.